# Musica
För andra betydelser, se Musica (olika betydelser).
Musica eller 18 Delphini, som är stjärnans Flamsteed-beteckning, är en ensam stjärna belägen i den mellersta delen av stjärnbilden Delfinen. Den har en skenbar magnitud på ca 5,51 och är svagt synlig för blotta ögat där ljusföroreningar ej förekommer. Baserat på parallax enligt Gaia Data Release 2 på ca 13,1 mas, beräknas den befinna sig på ett avstånd på ca 249 ljusår (ca 76 parsek) från solen. Den rör sig bort från solen med en heliocentrisk radialhastighet av ca 4 km/s.

## Nomenklatur
Som en del av NameExoWorlds-programmet av International Astronomical Union 2015 valdes namnet Musica, latin för 'musik', till denna stjärna av Tokushima Prefectural Jonan High School Science Club i Japan. Planeten fick namnet Arion, efter ett geni inom poesi och musik i det antika Grekland. Enligt legenden räddades hans liv till havs av delfiner efter att ha väckt deras uppmärksamhet genom att spela på sin kithara. Konstellationen "Delphinus" är latin för "delfin".

## Egenskaper
Primärstjärnan 18 Delphini A är en orange till gul jättestjärna av spektralklass G6 III, vilket betyder att den är en utvecklad stjärna som har svalnat och expanderat bort från huvudserien. Den misstänks ingå i röda klumpen och genererar energi genom termonukleär fusion av helium i dess kärna. En måttlig nivå av röntgenstrålning har upptäckts komma från stjärnan, vilket tyder på att den har en svagt aktiv kromosfär. Den har en massa som är ca 2,4 solmassor, en radie som  är ca 7 solradier och utsänder ca 34 gånger mera energi än solen från dess fotosfär vid en effektiv temperatur av ca 5 100 K.
Washington Double Star Catalog listar ett par visuella följeslagare för stjärnan. 18 Delphini B är av magnitud 9,88 och ligger med en vinkelseparation av 197,5 bågsekunder vid en positionsvinkel på 162° från den ljusare stjärnan år 2003. 18 Delphini C är av magnitud 12,77 och har en separering av 129,3 bågsekunder år 2000. Egenrörelsen för båda stjärnorna avviker avsevärt från 18 Delphini, så de kan uteslutas som fysiska följeslagare. Men en svag stjärna ligger separerad med 29,2 bågsekunder och verkar vara en medföljande följeslagare. Denna har en beräknad separation av 2 199 AE och en massa uppskattad till 19 procent av solens. Den är en liten röd dvärgstjärna av spektralklass M4–5.

## Planetsystem
I februari 2008 upptäcktes en exoplanet i omloppsbana runt Musica. Den fick det preliminära namnet 18 Delphini b. Den döptes till Arion samtidigt som Musica fick sitt egennamn. Arion har massan 10,3 jupitermassor, en halv storaxel på 2,6 AE, en excentricitet som uppmätts till 0,08 ± 0,01 och en omloppsperiod av 993,3 ± 3,2 dygn.